# Касперовська ікона Божої Матері
Касперовська ікона Божої Матері — один з іконописних образів Богородиці, шанований як чудотворний. Перебуває в Успенському соборі міста Одеси. Святкування 29 червня, 1 жовтня і в середу Великоднього тижня, а також в перший день Петрового посту.

## Іконографія
Касперівський образ Богородиці — це невелика ікона, написана на полотні та наклеєна на дошку. Ікона подібна до Корсунської ікони Божої Матері і в сучасному іконописі ці два образи практично неможливо розрізнити.

## Історія
До Московського царства ікона в кінці XVI століття була привезена сербом, який приїхав із Трансильванії на запрошення московського уряду. Його предок, в середині XVIII століття, оселився в Ольвіопольському повіті Херсонської губернії, на той час Російська імперія (сучасна Україна).
Ікона передавалася у спадщину, поки у 1809 році її не придбала поміщиця, дружина штабскапітана, Іуліанія Іонівна Касперова, що проживала у своєму маєтку Касперово (нині Кізомис, Білозерського району, Херсонської області). Ікона на той час значно зіпсувалася.
У лютому 1840 року Касперова молилася вночі зі сльозами перед Касперовською іконою Божої матері з проханням допомогти їй у її бідах. Раптом Касперова побачила, що ікона оновилася і лик Богородиці прояснився.
Мілка шляхтичка Віра Бурлеєва, що жила в сусідньому селі в той же час, ніяк не могла вилікувати параліч лівої руки. Навесні 1840 року уві сні вона почула голос Марії, посилаючий її в село Касперово помолитися іконі. Бурлеєву привезли в будинок Касперових, де після молитви вона вилікувалася.
Влітку 1843 року трапляються ще три видатних зцілення. Після молитов перед образом Божої Матері видужав Іван Шумяков, 13-річний селянський хлопчик із Херсона, який страждав нападами падучої хвороби. Одужала очаківська міщанка Марія Смішна, яку в будинок Касперової привезли частково паралізовану. До зцілення Смішна була не в змозі керувати половиною свого тіла і рухатися самостійно була не в змозі. Після молитви перед образом Пресвятої Діви і помазання маслом від лампади повернувся здоровий глузд Новоіванівській селянці Парасков'ї Семипудовій, яка довгий час була одержима.
Через пів року, в останніх числах січня 1844 року, ікону переносять у сільський храм.
Відтоді від ікони Касперової Богоматері стали зцілюватися хворі, і люди визнали її чудотворною. У 1846 році зібрана з цього приводу комісія офіційно визнала дійсність всіх чудотворень і до Касперової ікони почали стікатися паломники з Херсона, Очакова, Одеси, Миколаєва та інших міст.
З 1852 року на прохання жителів Херсона щороку на свято Вознесіння Господнього Касперівську ікону Божої Матері стали приносити в міський собор.

Під час блокади Одеси британським флотом у ході Кримської війни жителі міста звернулися до архієпископа Інокентія (Борисова) з проханням перенести Касперовську ікону в одеський Спасо-Преображенський собор:

…від всього серця віримо в чудесну допомогу Богоматері і покладаємося, що перебування її лику в нашому місті буде непереборним опором проти ворожих нападів і найнадійнішим запорукою нашого спасіння.
Після отримання дозволу зверху прохання було задоволено. Образ був перенесений до Одеси хресною ходою і перебував в місті з 6 серпня 1854 року до 20 травня 1856 року. Щоп'ятниці перед літургією архієпископ Інокентій читав перед іконою акафіст Покрові Пресвятої Богородиці, складений ним самим. Перед іконою давали обітницю сестри милосердя Хрестовоздвиженської громади.
Касперівською іконою архієпископ Інокентій благословляв направлені війська до Севастополя. Під час молебнів солдати купували свічки за мідні гроші і п'ятаки. Архієпископ видав розпорядження зберігати ці гроші окремо від інших пожертвувань, а потім відлити з них мідний хрест і встановити його в кафедральному соборі в пам'ять майбутнім поколінням. Одеса залишилася неушкодженою. 1 жовтня 1854 року облога була знята, після чого було вирішено «як повчання для потомства зробити цю подію незабутньою і день 1 жовтня святом священним». З тої пори чудотворну ікону 1 жовтня почали приносити до Одеси, де вона і залишалася до середи Великоднього тижня в Спасо-Преображенському кафедральному соборі.
Після поразки на річці Альмі, відкрився шлях військам союзників на Севастополь і Сімферополь, почався відступ російської імператорської армії. Архієпископ Інокентій один прибув до Сімферополя 13 вересня 1854 року. На наступний день архієпископ зробив в соборі молебень, викриваючи малодушність і закликаючи піклуватися про війська. 15 вересня Інокентій направив головнокомандуючому князю Олександру Меншикову лист із проханням про дозвіл приїхати в Севастополь, щоб помолитися з військами і передати їм список із Касперовської ікони, проте отримав відмову. 16 вересня архієпископ промовив в соборі проповідь, благословивши Сімферополь і Крим Касперовською іконою.
З 1918 року чудотворний образ перебував у Спасо-Преображенському соборі постійно. У 1936 році після знищення собору Касперовську ікону перенесли в Успенський собор, що став пізніше кафедральним. Чудотворний образ Касперовської ікони Пресвятої Богородиці знаходиться в ньому і понині.

## Молитва
О, Пресвята Діво, Мати Господа Вишніх Сил, неба і землі Царице, міст і країни нашої Всемогутня Заступнице! 
Прийми хвалебний вдячний спів цей від нас, недостойних рабів Твоїх, і піднеси молитви наші до Престола Бога, Сина Твого, хай Милостивий буде до нас грішних, і дарує благодать Свою шануючим Всечесне ім'я Твоє, що з вірою та любов'ю вклоняються чудотворному образу Твоєму. Німі, бо достойні від Нього помилувані бути, аще не Ти Його благаєш змилуватися над нами, Владичице, бо вся Тобі від Нього можлива суть. Заради цього до Тебе прибігаємо, як до безсумнівної і швидкої Заступниці нашої: почуй нас, тих, хто молиться Тобі, покрий нас Вседержавним Покровом Твоїм і випроси у Бога, Сина Твого: пастирям нашим ревність і пильнування за душами нашими, мужньовладцям мудрість і силу, суддям правду і неупередження, наставникам розум і смиренномудрість, подружжю любов і злагоду, дітям послух, ображеним терпіння, ображаючим страх Божий, скорботним благодушність, радіючим стримання, всім же нам даруй дух розуму і благочестя, дух милосердя і лагідності, дух чистоти і правди. 
```
О,Пресвята Богородице, змилосердися над нами, немічними людьми Твоїми: розсіянних збери, заблуканих на шлях правий настав, похилих підтримай, юних збережи в ціломудрості, немовлят виховай, і зглянься на всіх нас презирством милостивого Твого заступництва, виведи нас із глибини гріха і просвіти сердечні очі наші до зору спасіння, милостива нам будь тут і там, в країні земного буття і на Страшному суді Сина Твого: представлених у вірі й покаянні від життя цього батьків і братів наших у вічному житті з Ангелами і зі всіма Святими жити сотвори.
 
Бо Ти є, 
```

Цариця, Слава Небесних і сподівання земних. Ти по Бозі наша Надія і Заступниця всіх, хто до Тебе приходить із вірою. До Тебе  молимося, і Тобі, як Всемогутній помічниці, самі себе, і один одного і все життя наше ввіряємо, нині і повсякчас, і на віки віків. Амінь.